# Valle del Belice (cừu)
Valle del Belice là một giống cừu nội địa Ý đến từ Valle del Belice, thung lũng sông Belice ở phía tây nam Sicily, từ đó giống cừu này lấy tên của nó. Cừu Valle del Belice được nuôi dưỡng chủ yếu ở khu vực có nguồn gốc ở các tỉnh Agrigento, Palermo và Trapani, nhưng cũng được tìm thấy ở những nơi khác ở Sicily và miền nam nước Ý. Nó dường như là kết quả của quá trình lai tạo giữa 3 giống của giống Sicilia Pinzirita và Comisana với giống Sarda được mang từ Sardinia. Giống cừu này có sức đề kháng với điều kiện khắc nghiệt mùa đông của Pinzirita và Sarda, sức đề kháng với nhiệt độ mùa hè cao của Comisana, và sản lượng sữa tốt của Comisana và Sarda. Thỉnh thoảng một loại cừu khỉ (pecora scimmia) được sinh ra, với một phần hoặc toàn bộ đầu và chân bị rụng lông; điều này là do kết quả của một gen lặn.
Valle del Belice là một trong mười bảy giống cừu nội địa của Ý, trong đó một cuốn sách về gia phả được lưu giữ bởi Associazione Nazionale della Pastorizia, hiệp hội chăn nuôi cừu quốc gia Ý. Tổng số cá thể giống được ước tính là 60.000 vào năm 1994, vào năm 2013 con số được ghi trong sách là 116,938.
Năng suất sữa được một con cừu cái tạo ra trung bình là 147 lít đối với cừu sinh lần đầu, và 209-214 lít sữa cho cừu sinh lần sau, các lần sinh sau đó cho 270 lít sữa cho mỗi chu kỳ 200 ngày, không bao gồm 30 ngày đầu tiên.